# María Conesa
María Conesa, surnommée La Gatita Blanca (née le 12 décembre 1892 à Vinaròs, dans la province de Castellón en Espagne et morte le 4 septembre 1978 à Mexico) est une actrice de revue, de cinéma et de télévision.

## Biographie
María Conesa doit son surnom (littéralement, la petite chatte blanche) au rôle qu'elle a tenu dans une zarzuela de Gerónimo Giménez et Amadeo Vives.
Elle est née à Valence en 1890 ou 1892.
Elle est arrivée au Mexique en 1901 avec une troupe d'enfants comédiens, où elle était la plus jeune, La aurora infantil, qui jouaient des zarzuelas au Teatro Principal. Elle y a joué plus tard un petit rôle dans La verbena de la Paloma. En 1907, elle a été présentée au Teatro Albisu de La Havane (Cuba).
Elle revient au Mexique considérée comme la toute première star du vaudeville par le public de Barcelone et de La Havane. Elle réapparaît dans le Teatro Principal avec sa création : La Gatita Blanca. La alegre trompetería et Las musas latinas ont été ses autres grands succès. Sa popularité était si grande que même un parti politique portant son nom a été créé : le PCE (Partido Conesista Estudiantil), qui l'a défendue contre les attaques du public et de la presse. En 1909 a fait ses débuts au Teatro Colón, avec des scandales et de sévères critiques dans la presse.
Les événements politiques au Mexique ont provoqué son retour en Espagne en 1912, mais elle était une institution au Mexique, et est revenue en 1914, avec la pièce La niña besucona bien que son plus grand succès de cette saison ait été La bella Lucerito.
Au cœur de la Révolution mexicaine, elle a poursuivi sa carrière : de 1915 à 1923, elle a  joué dans les théâtres les plus importants de Mexico. Plus tard, Conesa, Esperanza Iris et Prudencia Grifell ont formé une compagnie scénique connue sous le nom de : Las Tres Gracias. María Conesa a donné un nouvel élan à la carrière d'autres célébrités du vaudeville, telles que Celia Montalvan, Lupe Rivas Cacho, Aurora Walker La Walkiria, Mimí Derba et Lupe VélezConesa.
En 1981, Televisa a produit la série  Toda una vida , inspirée de la vie de Conesa et jouée par l'actrice mexicaine Ofelia Medina.

## Filmographie
- El pobre Valbuena (1917)
- Payasos Nacionales (1922)
- Refugiados en Madrid (1938)
- Madre a la fuerza (1940)
- Una mujer con pasado (es) (La Venus Azteca) (1949)
- La rebelión de los fantasmas (1949)
- Hijos de la mala vida (1949)
- Entre tu amor y el cielo (1950)